# Кулик (місячний кратер)
Кра́тер Кули́к (лат. Kulik) — великий метеоритний кратер у північній півкулі зворотного боку Місяця. Назву присвоєно на честь радянського спеціаліста з мінералогії та дослідження метеоритів Леоніда Олексійовича Кулика (1883—1942) й затверджено Міжнародним астрономічним союзом у 1970 році.

## Опис кратера

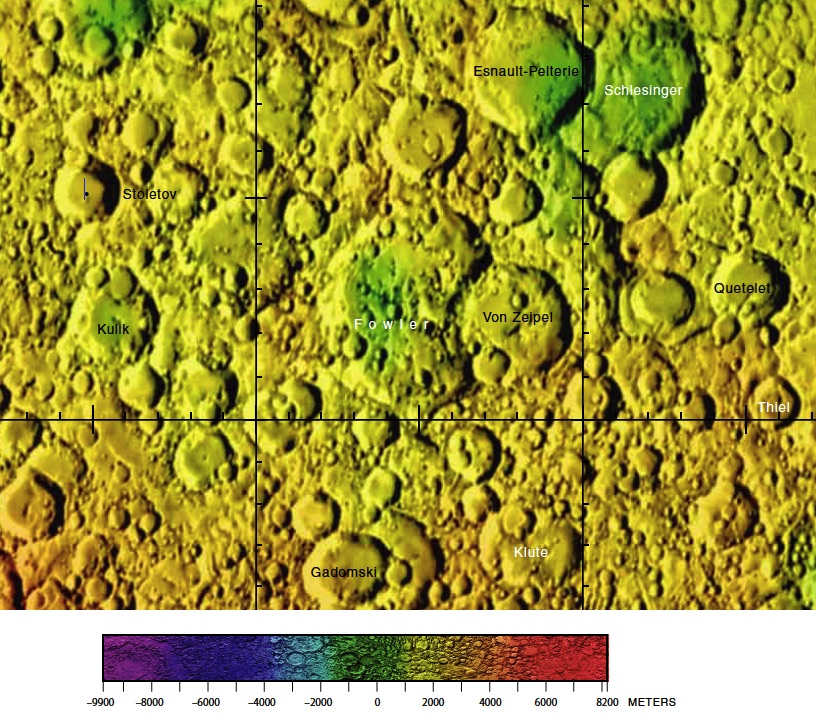
Околиці кратера Кулик. Фрагмент мапи зворотного боку Місяця.

Найближчими сусідами кратера Кулик є кратер Вольтьєр на північному заході; кратер Столєтов на півночі північному заході; кратер Фаулер на сході; кратер Гадомський на південному сході і кратер Шнеллер на заході південному заході. Селенографічні координати центра кратера 41°59′ пн. ш. 154°38′ зх. д. / 41.98° пн. ш. 154.63° зх. д., діаметр 60,5 км, глибина 2,5 км.
Кратер Кулик має форму, близьку до циркулярної, та значно зруйнований за час свого існування. Вал згладжений, у північній частині перекритий двома великими кратерами, східна частина внутрішнього схилу перекрита групою невеликих кратерів. Висота валу над навколишньою місцевістю сягає 1190 м, об'єм кратера становить приблизно 2800 км³. Дно чаші рівне та має округлий центральний пік.

## Сателітні кратери
| Кулик | Координати                                                  | Діаметр, км |
| ----- | ----------------------------------------------------------- | ----------- |
| J     | 40°22′ пн. ш. 151°44′ зх. д. / 40.37° пн. ш. 151.74° зх. д. | 46,8        |
| K     | 38°50′ пн. ш. 151°46′ зх. д. / 38.83° пн. ш. 151.76° зх. д. | 43,0        |
| L     | 40°30′ пн. ш. 153°40′ зх. д. / 40.5° пн. ш. 153.66° зх. д.  | 31,6        |

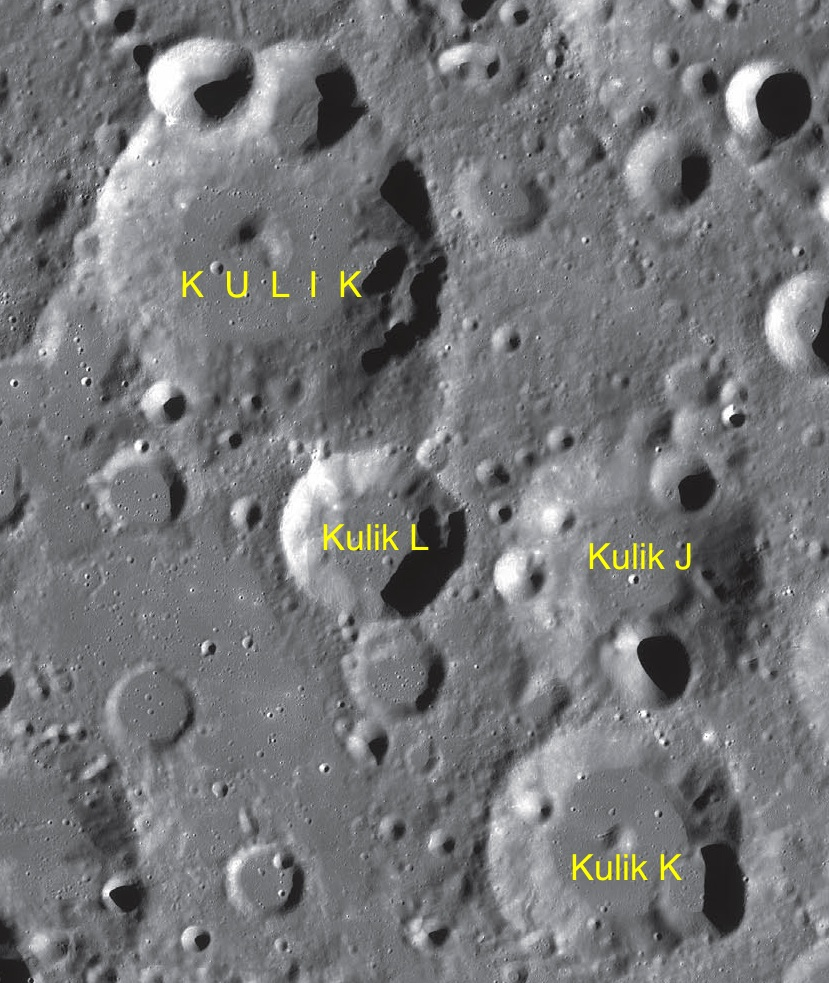
Фрагмент vfgb LAC-34.

- Утворення сателітного кратера Кулик K відбулося у нектарському періоді[4].